# 사가라 나가히로
사가라 나가히로(일본어: 相良 長寛 さがら ながひろ[*])는 히고국 히토요시번의 11대 번주이다.

## 생애
호레키 원년 (1751년) 12월 6일, 비젠 오카야마번주 이케다 무네마사의 차남으로 태어났다. 아명은 모리노신이다. 훗날의 초명으로 마사나가 (政長)를 칭했다.
외할아버지 (어머니의 할아버지)인 6대 치쿠젠 후쿠오카번주 쿠로다 츠구타카는, 친자인 시게마사, 나가츠네를 잇달아 잃고 후사가 없었다. 이에 따라 츠구타카와 중신들은 논의 끝에 츠구타카의 장녀 후지코가 시집간 오카야마번 이케다가에서 외손자인 마사나가를 양자로 맞이하기로 결정하였다. 그러나, 막부의 요청에 따라 히토츠바시 무네타다의 5남 하야노스케 (후의 쿠로다 하루유키)를 양사자로 맞이하게 되면서 이 양자 결연은 취소되었다. 호레키 13년 (1763년)의 일이었다.
그로부터 수년간을 친정인 이케다가에서 지낸 후에 메이와 6년 (1769년) 3월 5일, 10대 히토요시번주 사가라 토미모치가 사망했을 때, 말기 양자로 가독을 이었다. 같은 해 3월 15일, 쇼군 도쿠가와 이에하루를 알현했다. 같은 해 4월 28일, 번주로써 처음 입국 허가를 받았다. 같은 해 5월 4일, 에도를 출발해, 6월 16일, 히토요시성에 들어갔다. 입국하면서, 이타쿠라 카츠오키의 3남 유키치카를 임시양자로 지명했다. 메이와 7년 (1770년) 12월 16일, 종5위하 이키노카미에 서임되었다. 안에이 3년 (1774년) 11월 15일, 나가야스 (長泰, 마사나가에서 개명)에서 나가히로 (長寛)로 이름을 고쳤다 (개명에 관한 것은 아래서 후술).
덴메이 2년 (1782년) 8월, 야마타무라 덴스케가 진종금제의 규정을 어기고 믿어서, 포박하고 처형하는 사건이 일어났다. 같은 해부터 덴메이 5년 (1785년)까지는 덴메이 기근에 시달렸다. 또, 나가히로는 학문을 즐겨, 호소이 헤이슈에게 배우고, 東白髪 등을 거용해, 덴메이 6년 (1786년)에 번교 슈코칸 (習教館)을 창설하고, 덴메이 8년 (1788년)에는 무예도장 항의관을 창설한다.
교호 2년 (1802년) 2월 5일에 서장자 요리노리에게 가독을 물려주고 은거했고, 분카 10년 (1813년) 4월 26일에 63세의 나이로 사망했다.

## 개명에 대해서
사가라 나가히로는, 이케다가에서 살때는 이케다 모리노신 (池田護之進), 후에 이케다 마사나가 (池田政長)로 칭하고, 이후,
1. 마사나가 (政長) → 나가야스 (長泰)
2. 나가야스 (長泰) → 나가히로 (長寛)

로 개명했다. 2번에 대해서는 상술한 바와 같이, 사가라씨에게 양자로 들어간 후부터이지만, 1번에 대해서는 개명 시기는 불명확하다. 이는 공교롭게도 쿠로다ㆍ사가라 두 씨족은 "나가 (長)"의 돌림자를 대대로 사용하는 가계이고, 게다가 나가히로의 초명이 "마사나가 (政長)"로, 그 글자가 들어가 있기 때문에, 이를 특정하기는 쉽지 않으며, 이를 확정할 사료도 없기 때문이다.

## 계보
- 아버지 : 이케다 무네마사 (1727년 - 1764년)
- 어머니 : 후지코 - 호겐인 (宝源院), 쿠로다 츠구타카의 장녀
- 양아버지 : 사가라 토미모치 (1750년 - 1769년)
- 정실 : 이오히메 (五百姫) - 마츠다이라 타다아키라의 딸
  - 차남 : 사가라 요시야스 - 적남이었으나, 정신이 미쳐서 폐출
- 측실 : 하마사키 나미에 - 칸치인 (観智院)
  - 장남 : 사가라 요리노리 (1774년 - 1856년)
- 측실 : 아카와씨, 나카무라씨
- 생모 불명의 자녀
  - 딸 : 오아이 (於愛)
  - 아들 : 사가라 요리마사
  - 딸 : 오토나 (於登那) - 米良則順의 아내
  - 딸 : 오치카 (於慶) - 미조구치 나오토키의 아내
  - 아들 : 오오시마 요시노리
  - 딸 : 오미츠 (於盈)
  - 아들 : 마에 요리노부
  - 딸 : 오모토 (於基)
  - 아들 : 토가와 타츠요시
  - 딸 : 오시게 (於盛)
- 임시양자
  - 아들 : 코세 유키치카 - 이타쿠라 카츠오키의 3남, 코세 유키타다의 양자

| 전임 사가라 토미모치 | 제31대 히고 사가라씨 당주 1769년 - 1802년 | 후임 사가라 요리노리 |

| 전임 사가라 토미모치 | 제11대 히토요시번 번주 1769년 - 1802년 | 후임 사가라 요리노리 |